# Баранта
Баранта или барымта (чагат. بارانتا‎ — «ответный грабёж», каз. барымта — «мне следуемое», «то, что мне должны») — захват скота у тюркских кочевых народов как способ мести за обиду или вознаграждения за причиненный ущерб.

## Описание

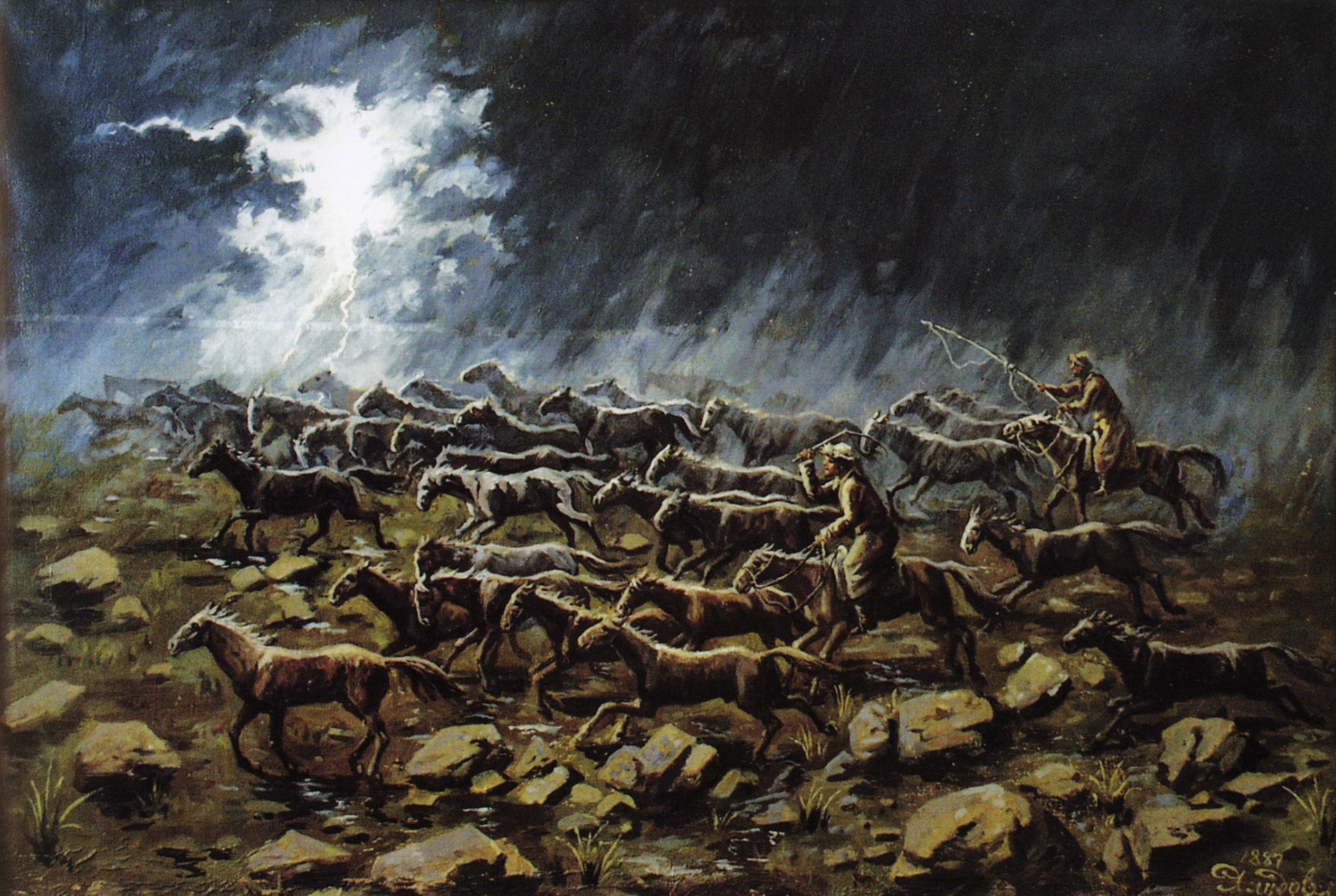
Николай Хлудов. «Барымта ночью».
Российская империя, Степное генерал-губернаторство, Семиреченская область, 1887 г.
Центральный Государственный музей Республики Казахстан.

В «Лексиконе российском историческом, географическом, политическом и гражданском» (1746 г.), автором которого был В. Н. Татищев, сказано: «Сие у них чинится междо владельцы, когда один другому какую обиду учинит, то оной обиженный просит управы, и естьли тот не разделается, то оной ищет скот или людей захватить, и потом выберут посредников, которые, разобрав обстоятельства, положат, что которой должен возвратить».
В Толковом словаре Даля сказано: «Баранта тем отличается от военных набегов, что нападающие, из опасения кровомести, идут без огнестрельного и даже без острого оружия, а берут ожоги, вместо копий, обух и нагайку».
У казахов, если виновная сторона под различными предлогами отказывалась от уплаты куна, суд бийев или совет старейшин (аксакалов) официально выносил решение о барымте, то есть признавал право потерпевшей стороны угнать принадлежащий виновной стороне определённое количество животных прямо с пастбища. Также барымтовали при нарушении границ пастбищ, при неравном дележе добычи, а также других нарушениях привычного степного уклада. После барымты обязательно производили счёт.
В традиционном праве тюркоязычных кочевых народов барымта выступает в двух аспектах: а) как санкционированное действие судом обычного права (судом биев у казахов, киргизов, каракалпаков, ногаев и др.), и б) как акт самосуда. По существу барымта есть акт восстановительной юстиции, то есть ущемленное право рода восстанавливается в случае не нахождения справедливости (теңдік — равенство) в форме примирительного соглашения (bitim — у казахов, butum — у кыргызов, bitig — у иных тюрков), прибегая к коллективному угону скота. В этимологическом аспекте барымта состоит из двух слов-значении: барым — мой, по праву принадлежащее (причитающееся) мне имущество, та — действие, означающее отобрание. По содержанию барымта является актом принуждения. Принуждение является правовым, если оно было санкционировано судом обычного права, в таком случае барымта осуществлялась днем с предварительным предупреждением законного владельца скота. Благодаря именно санкционированной барымте сформировался единый порядок по исчислению размеров воздаяния и различных штрафов в традиционном праве.
В русском языке под барантой понималось и просто воровство скота. Участника баранты называли барантовщиком или барантачом(казахский термин — барымташи).
В УК РСФСР 1926 г. и в первом УК Узбекской ССР баранта предусматривалась в числе преступлений, составляющих пережитки местных обычаев. Статья 200 Уголовного кодекса РСФСР определяла баранту как «самовольное взятие скота или другого имущества, без присвоения его, исключительно с целью принудить потерпевшего или его родичей дать удовлетворение за нанесенную обиду или вознаградить за причиненный имущественный ущерб».

## Современная ситуация
В современном Казахстане барымтой называют обычную кражу скота, чаще всего лошадей, тайно или открыто, с угоном табунов или отдельных голов. Скотокрадство в Казахстане приняло формы и масштаб ОПГ. По данным Генеральной прокуратуры Республики Казахстан, за 10 месяцев 2020 года ущерб, причиненный скотокрадством, превысил 1 млрд тенге. Из указанной суммы в ходе расследования преступлений потерпевшим удалось совокупно вернуть около 170 млн тенге. Раскрываемость такого рода преступлений остаётся низкой и не превышает 40%.

## Отражение в литературе
С начала XIX века описание обычая «барымта» попадает в художественную, а затем в этнографическую литературу.
Известный оренбургский писатель П. М. Кудряшев (1797—1827) использовал подобный сюжет в своей повести «Абдряш».
В русской этнографической литературе баранта впервые упоминается в записках русского дипломата переводчика отдельного Сибирского корпуса Ф. М. Назарова «Записки о некоторых народах и землях средней части Азии» (СПб., 1821).
Русский ученый-географ и ботаник П. П. Семёнов-Тян-Шанский, совершивший в 1856—1857 годах путешествие по Тянь-Шаню, усматривал в обычае баранты одну из причин «добровольного» присоединения киргизских племен к Российской империи:

Положение дел на Иссык-Куле было следующее. Война между обоими каракиргизскими племенами, владевшими бассейном Иссык-Куля, была еще в полном разгаре. Номинальные подданные Китая — богинцы, вытесненные кокандскими поданными — сарыбагишами из всего бассейна Иссык-Куля, стремились вернуть себе принадлежавшую им восточную половину иссык-кульского бассейна, а потому решились вступить в переговоры с приставом Большой орды о принятии их в русское подданство, обусловливая это подданство поданием им немедленной защиты от врагов, их одолевавших. Это было, по отношению к каракиргизам, началом того процесса, через который прошла вся Киргизская степь, начиная от Малой орды, войдя род за родом в русское подданство. Каждый род, в него вступавший, избавлялся тем самым от баранты со стороны родов, находившихся уже в русском подданстве, и мог победоносно бороться со следующим, еще независимым родом, так как чувствовал себя под покровительством и защитой России. Тогда и следующий род, окруженный со всех сторон возможными врагами, вынужден был искать себе в свою очередь спасение в переходе в русское подданство.
Во второй половине XIX века подобную практику, уже выродившуюся в вымогание выкупа вооружёнными отрядами кочевников с проходящих караванов, описывает Чокан Валиханов.
Разово упоминается у Максимова в широко известном в XIX веке социологическом труде «Сибирь и каторга» (сейчас — «Каторга империи»).